# Bezdead, Dâmbovița
Bezdead este satul de reședință al comunei cu același nume din județul Dâmbovița, Muntenia, România.
Bezdead apare în documente în anul 1572, fiind printre cele mai vechi așezări atestate pe teritoriul județului Dâmbovița și semnifică „fără bătrâni”. Satul urmează cursul pârâului Bizdidel.